# Nowy Świętochów
Nowy Świętochów – wieś w Polsce położona w województwie mazowieckim, w powiecie węgrowskim, w gminie Korytnica. Ma status sołectwa.
W latach 1975–1998 miejscowość administracyjnie należała do województwa siedleckiego.
Wierni Kościoła rzymskokatolickiego należą do parafii Przemienienia Pańskiego w Trawach.